# Bitva u Znojma
Bitva u Znojma je jedna ze čtyř bitev (bitva u Slavkova, bitva u Štoků, bitva u Znojma, bitva u Chlumce), svedených na území současného Česka během napoleonských válek. Ukončila válku Francie a páté koalice. Tuto válku rozpoutalo Rakouské císařství, které chtělo využít nasazení francouzské armády ve válce ve Španělsku a také počínajícího pangermánského hnutí v německých státech.

## Cesta ke Znojmu
Válku zahájilo Rakouské císařství 10. dubna 1809 vpádem do Bavorska. Francouzi byli zpočátku zaskočeni a ustupovali, Napoleon ale dokázal reagovat rychle a mezi 19. a 22. dubnem zasadil Rakušanům po landshutském manévru řadu porážek. Poté ustoupila rakouská armáda vedená arcivévodou Karlem do Čech a Francouzi mohli bez problému obsadit 13. května Vídeň.
Znepřátelená vojska se nacházela na protilehlých březích Dunaje a aby mohl konflikt pokračovat, bylo nutné řeku překročit. Napoleon se o to pokusil 20. května, byl ale v bitvě u Aspern vůbec poprvé ve své kariéře poražen. Úspěšný byl teprve druhý pokus 4. července, kdy si Francouzi vynutili přechod a po bitvě u Wagramu donutili armádu arcivévody Karla k ústupu na Moravu. V těchto dvou krvavých bitvách ztratili Francouzi 56 000 mužů a Rakušané 46 000.

## Průběh

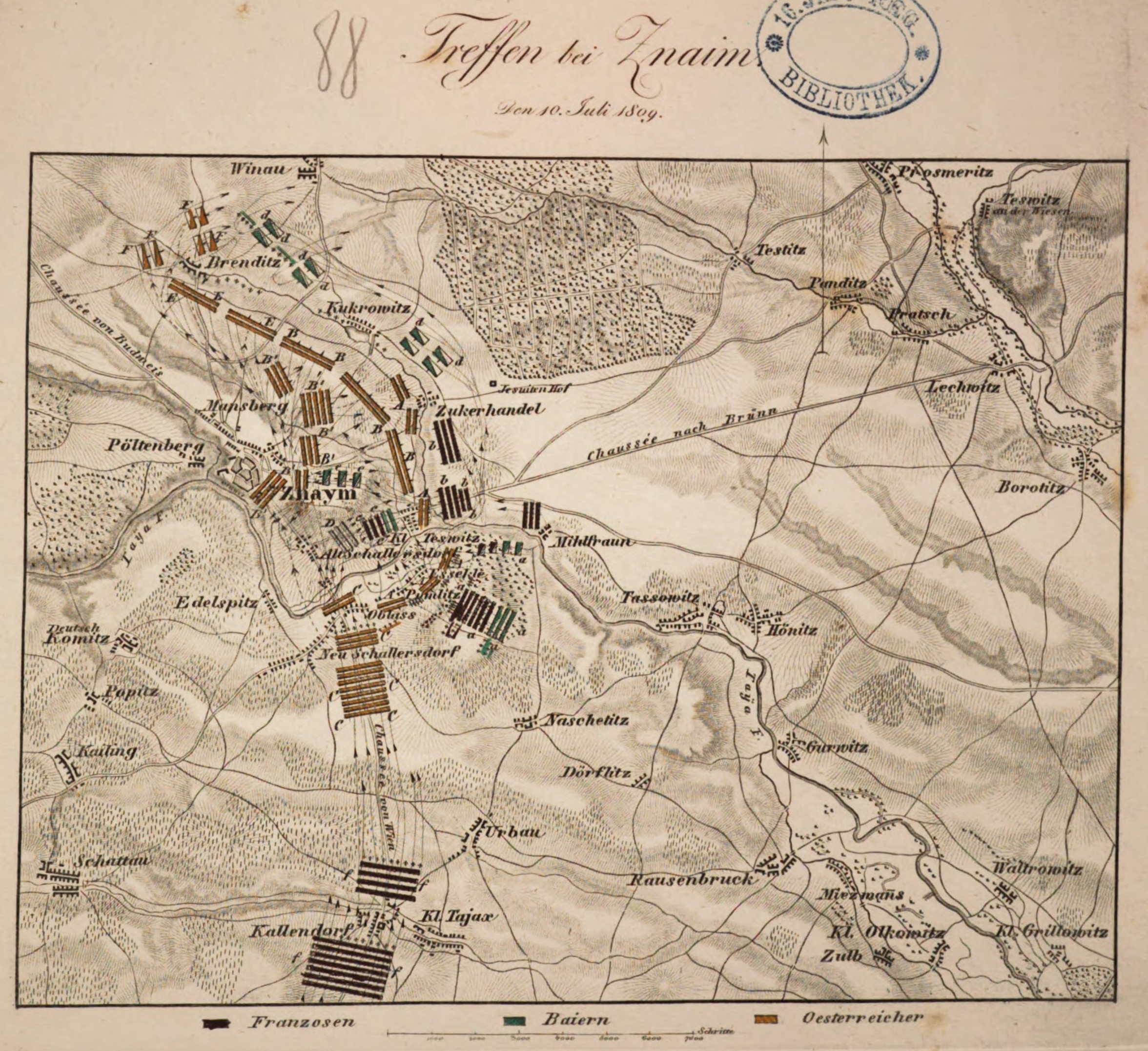
Německá mapa bitvy (1853)

Rakouská armáda byla sice poražena, ne však zničena. Ustupovala na Moravu s Francouzi v patách. Arcivévoda Karel se je pokusil u Znojma zdržet, aby získal čas. Bitvu měl svést Záložní sbor, tvořený elitními granátnickými prapory. Jeho jednotky byly rozmístěny takto – brigáda generála Steyera obsadila výšiny u Dobšic, brigády generálů Murraye a Hammera se rozestavily mezi Dobšicemi a Suchohrdly, Mervillova brigáda měla hájit most u Oblekovic.
Francouzské jednotky XI. sboru generála Marmonta se objevily na východ od Znojma 11. července 1809. Tento sbor tvořili nejenom Francouzi, ale i Bavoři pod vedením generálmajora Franze von Minucci (zastupujícího generála von Wrede, který byl zraněn u Wagramu). Generál Marmont, blízký Napoleonův spolupracovník, toužil po hodnosti maršála a protože se domníval, že mu v cestě stojí jen slabý zadní voj, zaútočil.
Nejtěžší boje se rozhořely u Dobšic, které byly během jednoho dne pětkrát dobyty a znovu ztraceny, aby je nakonec ovládli Francouzi. Bojovalo se i u Suchohrdel, kde se utkala jezdecká divize generála Montbruna s kyrysníky a hulány knížete Schwarzenberga. Z urputných bojů bylo zřejmé, že Marmont nenarazil na slabý vojenský odřad, ale na silné uskupení jednotek. Proto se snažil povolat posily. Napoleon byl sice s chováním svého generála hrubě nespokojen, ale pomoci mu musel. Do bitvy se moc nechtělo ani arcivévodovi Karlovi, který se již od 9. července snažil kontaktovat Napoleona s nabídkou příměří. Jeho vyslanec kníže Liechtenstein k němu ale dorazil až 11. července, tedy v době, kdy boje už probíhaly.
Ráno 12. července se objevily francouzské posily, ke Znojmu spěchal sbor maršála Massény. Tím Francouzi získali výraznou převahu a zahájili masivní útok. Obsadili důležitý most v Oblekovicích a postupovali přes Loucký klášter ke Znojmu. V té chvíli se spustila obrovská průtrž mračen, která další akce zastavila. Během vynucené přestávky se většina francouzských vojáků opila a byla následně překvapena protiútokem rakouských granátníků. Od porážky je zachránil jen protiútok francouzských kyrysníků, kteří se dostali až ke Znojmu.
Kolem čtvrté hodiny odpolední se k bojišti blížily i sbory generála Oudinota a císařská garda. Francouzi měli obrovskou přesilu, přesto Napoleon útok zastavil, vyhlásil „Dost bylo krve!“ Důvody, proč to udělal, nikdy dostatečně nevysvětlil, obecně se soudí, že v této chvíli už v něm převažoval státník nad vojevůdcem. Snad to dokumentuje i věta, kterou si zapsal krátce po bitvě: „Bitva se má svést, až když už nelze čekat žádnou šťastnou změnu, neboť svoji podstatou je osud bitvy vždy nejistý.“